# Tower of London (film 1939)
Tower of London – amerykański dramat historyczny z elementami horroru z 1939 roku. Film jest oparty na biografii króla Anglii Ryszarda III.

## Obsada[1]
- Basil Rathbone - król Ryszard III
- Boris Karloff - Mord
- Barbara O’Neil - królowa Elżbieta Woodville
- Ian Hunter - król Edward IV
- Vincent Price -  George Plantagenet, książę Clarence
- Nan Grey - Lady Alice Barton
- Ernest Cossart - Tom Clink
- John Sutton - John Wyatt
- Leo G. Carroll - William Hastings, lord Hastings
- Miles Mander - król Henryk IV Lancaster
- Lionel Belmore - Beacon
- Rose Hobart - Anne Neville
- Ronald Sinclair - młody Edward V York
- John Herbert-Bond - młody Ryszard Shrewsbury
- Ralph Forbes - Henryk VII Tudor
- Frances Robinson - księżna Isobel
- G.P. Huntley - Edward Westminster, książę Walii
- Walter Tetley - Chimney Sweep
- Donnie Dunagan